# Исая Агатополски
Исая (на гръцки: Ησαΐας, Исаяс) е гръцки духовник, агатополски митрополит от 1828 до 1830 година.

## Биография
Той служи като велик архидякон на Вселенската патриаршия. На 10 април 1821 година е избран и по-късно ръкоположен за митрополит на Агатопол. През юли 1828 година подава оставка.